# Baiser de la mort (Mafia)
Pour les articles homonymes, voir Baiser de la mort.
Dans l'univers de la mafia, le baiser de la mort (en italien : il bacio della morte) est un acte pratiqué par un parrain mafieux ou le caporegime d'une « famille » criminelle sur les membres de l’organisation dont l'exécution a été décidée. Le baiser de la mort est souvent perçu comme le résultat d'une trahison.
Beaucoup d'auteurs se sont emparés de la symbolique du « baiser de la mort » comme un objet de fantasmagorie, celui-ci apparaissant dans différentes œuvres au cinéma et en littérature.

## Dans les arts et la culture populaire

### Filmographie

#### Cinéma
Une illustration du « baiser de la mort » est donnée dans Cosa Nostra (1972) de Terence Young, quand le personnage de Vito Genovese (incarné par Lino Ventura) donne le baiser de la mort à Joseph Valachi (Charles Bronson) pour lui signifier sa trahison envers la « famille ».
Une autre illustration en est donnée dans Le Parrain, 2e partie (1974) de Francis Ford Coppola, quand le personnage de Michael Corleone (incarné par Al Pacino) donne un baiser à son frère Fredo (John Cazale), alors qu'il vient de découvrir que ce dernier l'a trahi en se faisant complice d'une tentative d'assassinat sur sa personne.
Il apparaît également dans Les Anges de la nuit (1990) de Phil Joanou, Kiss of Death (1995) de Barbet Schroeder ou Blade Runner 2049 (2017) de Denis Villeneuve.

#### Télévision

##### Série
Il est également illustré dans Les Simpson (saison 3 épisode 3 ; saison 10 épisode 9 et saison 34 épisode 13).
Et aussi dans Shérif, fais-moi peur ! (The Dukes of Hazzard) saison 2 épisode 4 intitulé « The Meeting », dans lequel Bo et Luke reçoivent le baiser de la mort de Blackjack Bender, petit chef mafieux local.